# Bouaké (underprefektur)
Bouaké är en underprefektur i Elfenbenskusten. Den ligger i departementet med samma namn, i den centrala delen av landet, 110 km norr om huvudstaden Yamoussoukro.